# Wigar Bartholdson
Wigar Bartholdson, född 7 maj 1938 i Herrljunga, är en svensk fotbollsspelare, företagsledare och IT-entreprenör. Wigar Bartholdson grundade dataföretaget som idag heter Pulsen i Borås 1964. Idag är Pulsen Sveriges äldsta IT-företag. Parallellt med att Wigar Bartholdson grundade sitt dataföretag spelade han allsvensk fotboll i IF Elfsborg och var med och vann SM-guld med Elfsborg 1961. Sedan 1963 är han gift med Katarina Bartholdson.

## Biografi[1]

### Uppväxt
Wigar Bartholdson föddes i Herrljunga den 7 maj 1938. De första åren i sitt liv bodde han på gården Lilla Kläckene i Hovs socken i Västra Götaland, ett par kilometer från Annelund. När han hade gått färdigt lågstadiet i Hov flyttade Bartholdson till Herrljunga där han tog sin realexamen. Efter realen började han studera på Tekniska gymnasiet i Borås där han blev klar med sina studier 1958.

### Fotbollskarriären[2][3][4][5]
Wigar Bartholdson började sin fotbollskarriär i Herrljunga där han debuterade i a-laget som 14-åring. I samband med flytten till Borås 1955 värvades Bartholdson till IF Elfsborg och 1956 debuterade han i en bortamatch mot Waggeryd i dåvarande division 2. Matchen slutade oavgjort 1 – 1.
1960 kvalificerade sig Elfsborg till allsvenskt kval efter att ha vunnit sin serie och tagit 41 av 44 poäng. Säsongens enda förlust kom mot Halmstad i omgång 19. Tillsammans med Henry Larsson bildade Wigar Bartholdson anfallsduo och under säsongen 1960 stod de för 42 av Elfsborgs 80 mål. Efter tre raka segrar mot Örebro SK, IFK Luleå och IFK Kristianstad i kvalspelet var Elfsborg klara för allsvenskan. I kvalet gjorde Bartholdson fyra av Elfsborgs tio mål.
Den allsvenska guldsäsongen 1961 inleddes med tre raka segrar för Elfsborg innan man i fjärde omgången spelade oavgjort, 4 – 4, mot Hammarby. Efter att ha legat i toppen av tabellen under hela säsongen gick man upp i ledningen efter den 15:e omgången och därefter släppte man inte från sig förstaplatsen. Efter att ha slagit Sandviken borta i sista omgången med 1 – 0 kunde Elfsborg lyfta den allsvenska pokalen. Med sina 22 matcher från start och 13 gjorda mål bidrog Wigar Bartholdson i högsta grad till att Elfsborg som nykomling spelade hem det allsvenska guldet. Förutom Bartholdson var bland andra Owe Grahn, Henry Larsson, Jens Söderberg och Leif ”Loket” Ohlsson med i 1961 års guldlag.
Under guldsäsongen 1961 spelades det som många hävdar är den bästa allsvenska matchen genom tiderna – västderbyt mellan IFK Göteborg och IF Elfsborg den 17 augusti 1961 med över 41 000 åskådare på Nya Ullevi. En bit in i andra halvlek ledde Elfsborg med 3 – 1 men efter bland annat tre mål av IFK Göteborgs Owe Ohlsson ledde Göteborgs-kamraterna med 5 – 4 i den 83 minuten. Men en sen kvittering av Lars Råberg i Elfsborg fastställde slutresultatet till 5 – 5. 
1965 var Elfsborg återigen inblandade i toppstriden men nådde inte riktigt ända fram utan slutade tvåa efter Malmö FF. Wigar Bartholdson avslutade sin fotbollskarriär i Elfsborg 1967 och med sina 152 allsvenska matcher i rad ligger han tvåa i Elfsborgs maratontabell efter Sven Jonasson med 332 matcher i rad.
Under tiden i Elfsborg fick Wigar Bartholdson ett proffsanbud från en schweizisk klubb men i stället för en proffskarriär valde han att satsa på det egna företaget som han nyss hade startat. 
Under sin fotbollskarriär gjorde Bartholdson ett antal matcher i såväl B- som ungdomslandslaget. Han satt även på bänken i ett par A-landskamper men där blev konkurrensen från Agne Simonsson för stark.
Efter att han slutat som spelare i Elfsborg har Bartholdson fortsatt vara engagerad i föreningen. På 1970-talet var han ordförande i fotbollssektionen, 2004 kom han med i styrelsen igen och det företag som hangrundade 1964 är idag storsponsor till klubben.

### Företagandet[6][7][8][9][10]

#### 1950- och 1960-tal
1959 anställdes Wigar Bartholdson på Sveriges Förenade Trikåfabriker i Borås. Den första tiden arbetade han på det som kallades för arbetsbyrån på företaget där hans uppgift var att optimera produktionsprocesserna. 1960 fick han nya arbetsuppgifter. Sveriges Förenade Trikåfabriker hade beställt en av de första IBM-datorerna, en IBM 1401, och Bartholdson blev en av fyra medarbetare som skulle arbeta med den nya datorn. 1961 ankom IBM-datorn till Borås och inom kort inkom det frågor från såväl lokala som nationella företag om att få nyttja datakraften i Sveriges Förenade Trikåfabrikers IBM-dator. Tillsammans med sin chef Allan Karlsson insåg Wigar Bartholdson att det fanns en affärsmöjlighet i de externa propåerna och 1964 grundade därför Bartholdson det egna handelsbolaget Datakonsult Wigar Bartholdson HB. Affärsidéen var att han skulle sälja den tid som IBM 1401:an inte utnyttjades av Sveriges Förenade Trikåfabriker till andra företag i bygden och dessutom bygga anpassade datasystem för dessa företag. I kontakten med företagen i Borås-trakten hade Bartholdson stor nytta av sitt fotbollsspelande i Elfsborg då många av kunderna var fotbollsintresserade och gärna ville passa på att snacka lite fotboll samtidigt som man fick information om vad Bartholdson kunde hjälpa till med vad gällde datakraft och datasystem. 1967 ombildade han sitt handelsbolag till ett aktiebolag och bytte också namn till Boråsdata AB. 

#### 1970- och 1980-tal
Boråsdata klarade sig trots teko-krisen i Borås på 1970-talet bra och årtiondet präglades av  tillväxt. 1974 gjorde Bartholdson sin första fastighetsaffär då han köpte en fastighet på Skaraborgsvägen i centrala Borås dit Boråsdata också flyttade sitt kontor.
På 1980-talet blev Wigar Bartholdsons företag återförsäljare av IBM:s nya persondator, IBM PC och något år senare introducerades man på Stockholmsbörsens OTC-lista. Anledningen var dels att Bartholdson ville att hans företag skulle bli mer känt, dels att han såg att man skulle kunna behöva det kapital som en OTC-listning medförde. I samband med listningen på OTC-börsen bytte han namn på sitt företag från Boråsdata till Pulsen AB. Under början av 1980-talet gjorde man ytterligare en fastighetsaffär då man köpte kvarteret Blåklinten, även det i centrala Borås.

#### 1990- och 2000-tal
1992 köpte Wigar Bartholdson tillbaka Pulsen från OTC-listan och 1994 firar företaget 30 år. 1997 förvärvade man två större fastigheter. En i Högsbo i Göteborg och sedan köpte man också kvarteret Astern i Borås. I början av 2000-talet kom också gångbron över Riksväg 40 på plats. Bartholdson hade i förhandlingarna om köpet av fastigheten Astern fått med att man skulle få bygga en gångbro mellan de två fastigheterna Blåklinten och Astern. 

#### 2010-tal
2014 firade Pulsen som första svenska IT-bolag 50 år i branschen och för verksamhetsåret 2015/2016 nådde Pulsen för första gången en omsättning på över 2 miljarder.
2017 innebar stora förändringar på Pulsen då Wigar Bartholdson efter mer än 50 år som VD lämnade över VD-posten till en av sina söner och i stället tog posten som arbetande styrelseordförande i familjeföretaget.